# Kukulcania geophila
Espèce
Synonymes
- Filistata geophila Chamberlin & Ivie, 1935
- Filistata geophila wawona Chamberlin & Ivie, 1942
- Kukulcania geophila wawona Chamberlin & Ivie, 1942

Kukulcania geophila est une espèce d'araignées aranéomorphes de la famille des Filistatidae.

## Distribution
Cette espèce se rencontre aux États-Unis en Californie, dans le Sud-Ouest de l'Oregon et dans l'Ouest de l'Arizona et au Mexique dans le Nord de la Basse-Californie,.

## Description
Le mâle holotype mesure 5,5 mm et la femelle paratype 5,8 mm.
Le mâle décrit par Magalhaes et Ramírez en 2019 mesure 6,59 mm et la femelle 7,64 mm, les mâles mesurent de 5,76 à 7,6 mm et les femelles de 7,05 à 12,21 mm.

## Systématique et taxinomie
Cette espèce a été décrite sous le protonyme Filistata geophila par Chamberlin et Ivie en 1935. Elle a été placée dans le genre Kukulcania par Lehtinen en 1967.
La sous-espèce Kukulcania geophila wawona a été placée en synonymie par Magalhaes et Ramírez en 2019.

## Publication originale
- Chamberlin & Ivie, 1935 : Miscellaneous new American spiders. Bulletin of the University of Utah, vol. 26, no 4, p. 1-79 (texte intégral).